# Thyene orbicularis
Thyene orbicularis là một loài nhện trong họ Salticidae.
Loài này thuộc chi Thyene. Thyene orbicularis được Gerstäcker miêu tả năm 1873.